# Dendryphantes schultzei
Dendryphantes schultzei är en spindelart som beskrevs av Simon 1910. Dendryphantes schultzei ingår i släktet Dendryphantes och familjen hoppspindlar. Inga underarter finns listade i Catalogue of Life.